# 噻奈普汀
噻奈普汀是一种非典型抗抑郁药，主要用于重性抑郁疾患的治疗，也可以用来治疗焦虑、气喘和大肠激躁症。
噻奈普汀具有抗抑郁和抗焦虑作用，且镇静性、抗胆碱剂作用和心血管副作用相对较少。人们已发现它是μ-阿片受体的非典型激动剂，而对δ-阿片受体和κ-阿片受体的影响可忽略不计。
噻奈普汀由法国医学研究学会于1960年代发现并获得专利。今天，噻奈普汀在法国获得批准，由Laboratoires Servier SA生产和销售。它还在许多其它欧洲国家以商品名Coaxil，以及在亚洲（包括新加坡）和拉丁美洲以商品名Stablon和Tatinol销售，但噻奈普汀不在澳大利亚、加拿大、新西兰、英国或美国销售。
由于其μ-阿片受体激动剂效应，远高于治疗剂量的噻奈普汀可以造成类似阿片类药物的欣快感。在这种用法下，噻奈普汀可以成瘾，并且药物戒断反应严重。由于滥用泛滥，新加坡、俄罗斯已加紧对此药物的管制。